# سپاه هوایی ایرلند
سپاه هوایی ایرلند (به ایرلندی: An tAerchór) نیروی هوایی زیرمجموعه نیروهای مسلح ایرلند است که فعالیت خود را از سال ۱۹۲۴ آغاز کرد.